# Ursenwang
Ursenwang ist ein Ortsteil von Holzheim, einem Stadtteil Göppingens. Er hat mit 2100 Einwohnern nach Holzheim selbst am meisten Bewohner im Stadtbezirk.

## Geographie

### Geographische Lage
Ursenwang liegt auf Höhen um 373 m ü. NHN am Weilerbach, einem linken und südlichen Zufluss der Fils, der am Wasserberg in der Nähe von Schlat entspringt.

### Nachbargemeinden
Ursenwang grenzt im Westen an die Gemeinde Eschenbach, im Nordnordwesten an St. Gotthardt und im Nordnordosten an Manzen, die beide ebenfalls zum Stadtbezirk Holzheim gehören. Im Südosten liegt etwa 2 km entfernt die Nachbargemeinde Schlat. Die Gemeindegrenze zu Schlat verläuft entlang der Straße Buchenrain.

## Geschichte
In direkter Nachbarschaft zum in der Gemeinde Schlat liegenden gleichnamigen Weiler erfolgte am 11. Oktober 1962 der erste Spatenstich zum Bau der Siedlung. 1963 konnte das erste Wohnhaus bezogen werden, ab 1964 erfolgte der große Zustrom neuer Bürger. Mit dem Bau von Kindergarten, Grund- und Hauptschule und der Heilig-Geist-Kirche, der Ansiedlung von Gaststätten und Geschäften und vielen Betrieben im Industriegebiet wurde die Infrastruktur Ursenwangs erheblich verbessert.

## Religion

### Kirchen

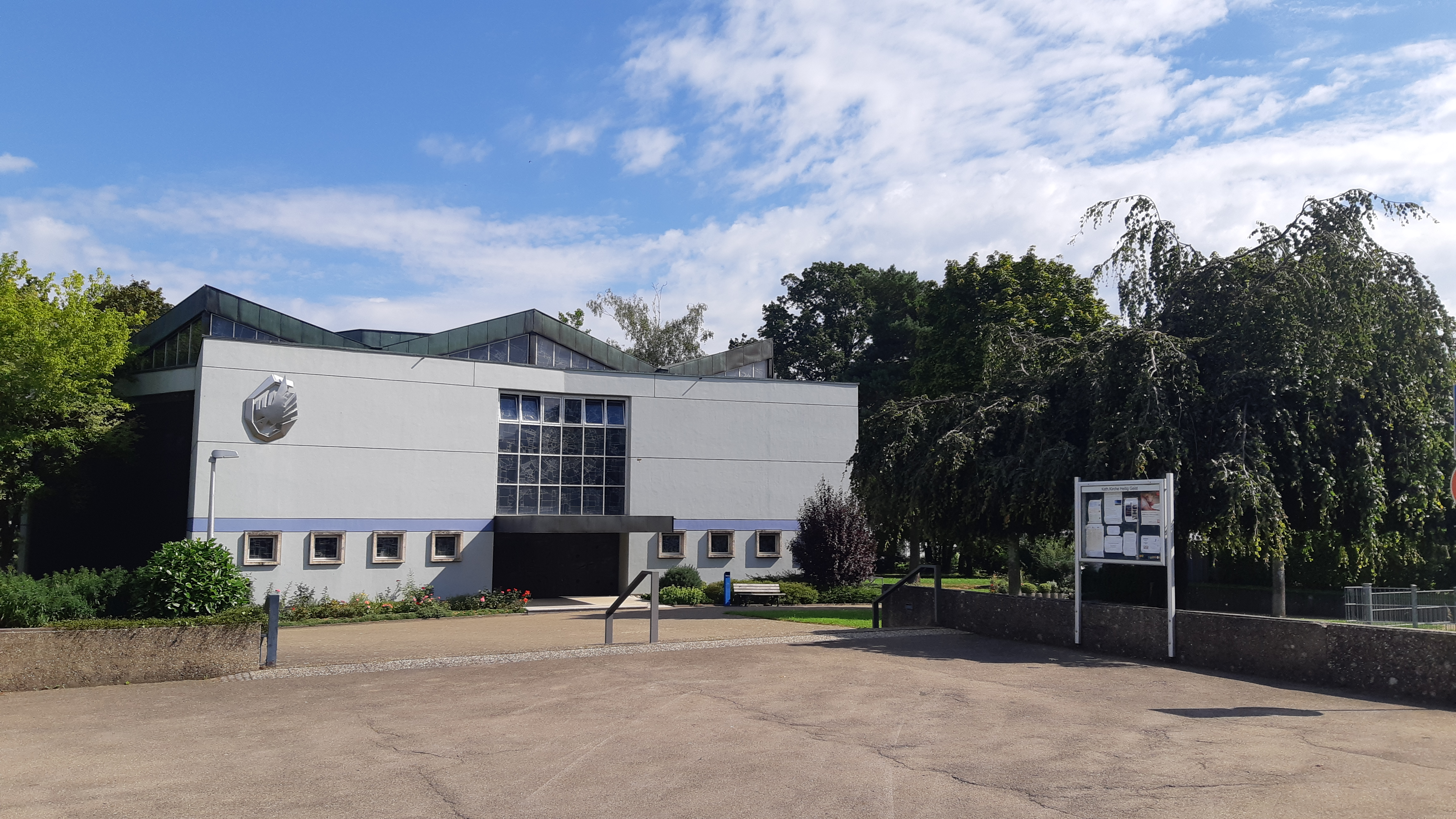
Heilig-Geist Kirche

Die katholische Heilig-Geist-Kirche befindet sich in Ursenwang. Die Kirche gehört zur Seelsorgeeinheit 10 „Göppingen“ im Dekanat Göppingen-Geislingen. Zu dieser Kirche gehört auch der katholische Kindergarten nebenan.
Auch die Evangeliumsgemeinde Grüne Aue befindet sich in Ursenwang und bietet ein Gemeindeleben mit Gottesdiensten sowie Veranstaltungen.

## Wirtschaft und Infrastruktur

### Verkehr

#### Schienenverkehr
In Ursenwang befindet der Bahnhof Göppingen-Schlat an der stillgelegten Voralbbahn oder Boller Bähnle. Im Jahr 1926 unter dem Namen Schlat (Württ) für das 2 km entfernt liegende Schlat eröffnet, wurde er nach dem Bau von Ursenwang in Göppingen-Schlat umbenannt.

#### Straßenverkehr
Ursenwang liegt an der Landesstraße L1218 zwischen Holzheim und Schlat. Die Kreisstraße K1425 verbindet Ursenwang mit Eschenbach.

#### Busverkehr
Seit der Integration in den VVS im Januar 2021 verkehrt die Buslinie 980 (ehemals Linie 3) von Göppingen über Ursenwang nach Schlat. Die Buslinie 984 verbindet Ursenwang mit Süßen über Schlat sowie in der Gegenrichtung Eschenbach und Heiningen sowie Göppingen.

### Schulen und Kindergärten

#### Ursenwangschule

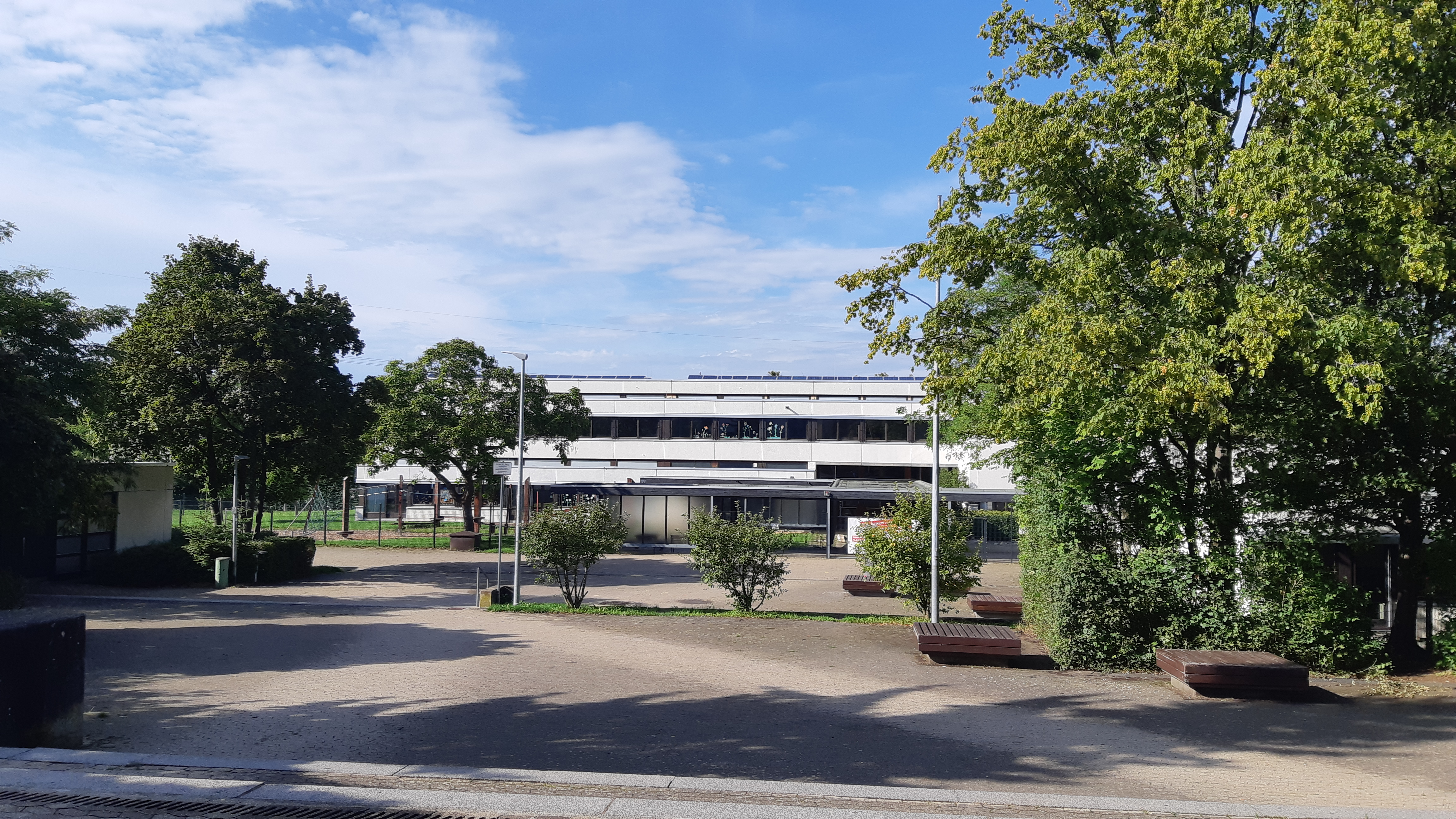
Ursenwangschule

Die Ursenwangschule ist eine Grund- und Werkrealschule mit einer schuleigenen Sporthalle. 

Weiterhin gibt es an der Ursenwangschule ein Betreuungsangebot für die Schulkinder.

#### Katholischer Kindergarten Heilig Geist
Der katholische Kindergarten Heilig Geist  betreut in vier altersgemischten Gruppen bis zu 89 Kinder im Alter von 2 bis 6 Jahren. Er befindet sich neben der Heilig-Geist-Kirche.

#### Kinderhaus an der Ursenwangschule
Das Kinderhaus an der Ursenwangschule  ist an die Grundschule Ursenwang angesiedelt. Es ist eine zweigruppige Einrichtung in der bis zu 44 Kinder im Alter von drei bis sechs Jahren betreut werden.

#### Aktivspielplatz AKI
Im Norden von Ursenwang befindet sich der Aktivspielplatz AKI. Dieser wurde 1979 durch eine Elterninitiative engagierter Bürger aus den Göppinger Ortsteilen Manzen und Ursenwang ins Leben gerufen. Hierzu wurde der Verein „Aktivspielplatz Göppingen-Ursenwang e.V.“ gegründet. 1981 wurde dem Verein von der Stadt Göppingen das heutige Areal zur Verfügung gestellt. In den ersten Jahren wurde ehrenamtliche Kinder- und Jugendarbeit geleistet, bis im April 1988 hauptamtliches Personal des Göppinger Jugendheim e.V. auf den AKI geschickt. 

Beim AKI handelt es sich um einen sozialpädagogisch betreuten Aktivspielplatz mit festen Öffnungszeiten, welcher für alle Kinder und Jugendliche ab dem 6. Lebensjahr geöffnet. Kinder können in kleineren Gruppen ihre eigenen vier Wände (Hütten) bauen und diese mit alten Möbeln und Teppichen einrichten. Weitere Aktivitäten wie beispielsweise Basteln, Ballspiele, Grillen, Baden und Ausflüge werden angeboten. Seit 2013 ist sogar ein Lehmbackofen vorhanden.

### Medizinische Versorgung
Es befinden sich 2 Hausarztpraxen (Allgemeinmediziner) und eine Praxis für Physiotherapie im Ort. Weiterhin ist eine Apotheke vorhanden.

#### Pflegeheim

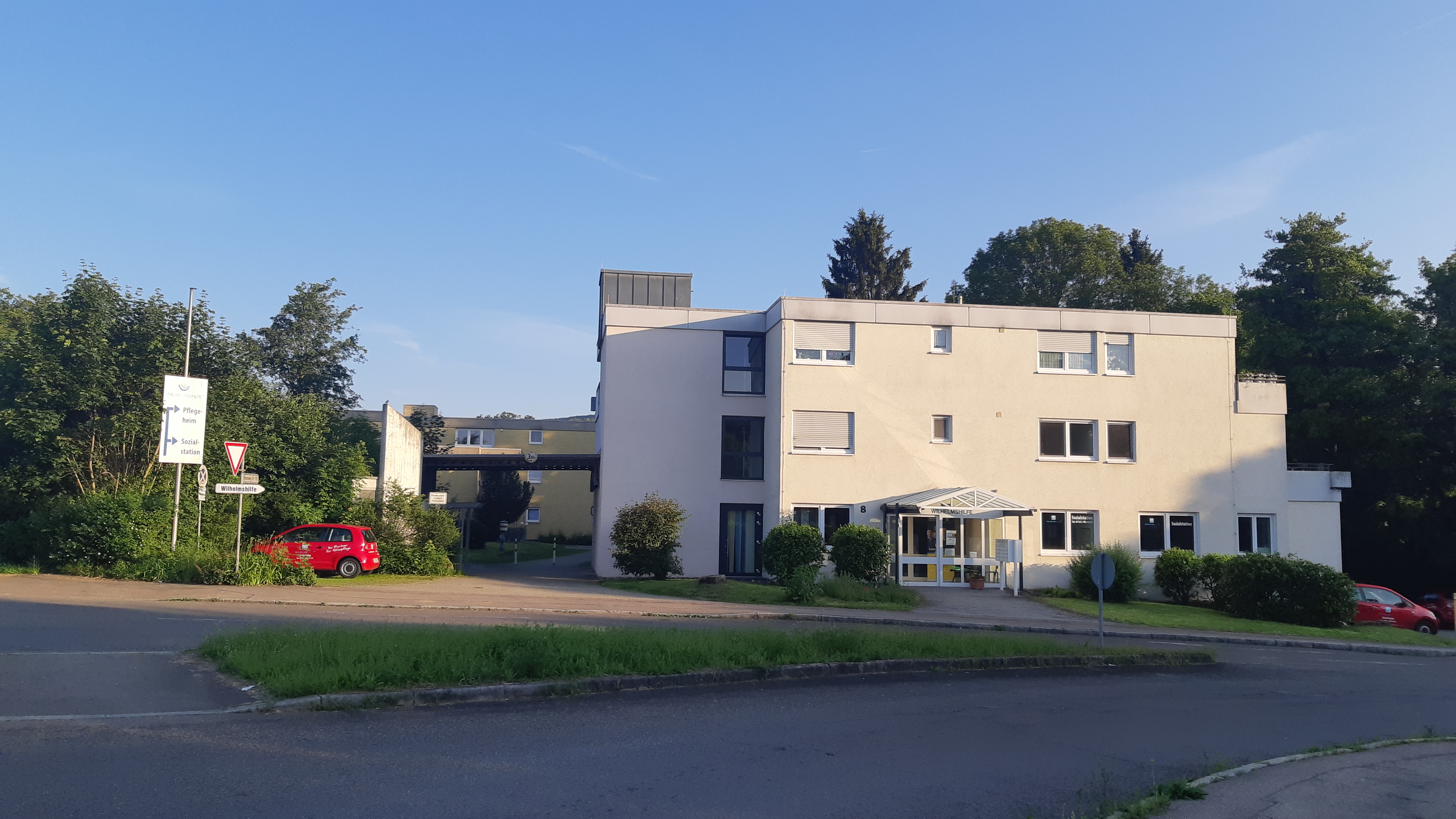
Wilhelmshilfe

Das Pflegeheim der Wilhelmshilfe in Ursenwang  wurde im April 2008 eröffnet. Es bietet eine Dauer- oder Kurzzeitpflege. Weiterhin werden von diesem Standort aus ambulante Dienste für die Pflege und Hilfe für Zuhause angeboten.

### Geschäfte
Ein vor wenigen Jahren neu gebauter Supermarkt sowie eine Sparkasse befinden sich am nördlichen Ortsrand. Auch ist eine Postagentur vorhanden.
Die ehemals vorhandene Bäckerei, Metzgerei, Drogerie sowie ein Bekleidungsgeschäft sind schon lange geschlossen.

### Ver- und Entsorgung

#### Wasserversorgung
Der Bereich Ursenwang wird ebenso wie Manzen und St. Gotthardt mit Wasser des Zweckverbands Kornberggruppe versorgt.

#### Abwasser
Die Abwässer von Ursenwang werden im Klärwerk Göppingen, welches sich auf Uhinger Gemarkung befindet, gereinigt.

#### Abfallentsorgung
Die Abfallentsorgung erfolgt durch den Abfallwirtschaftsbetrieb des Landkreises Göppingen. Der Restmüll wird im Müllheizkraftwerk Göppingen verbrannt.

#### Grüngutplatz

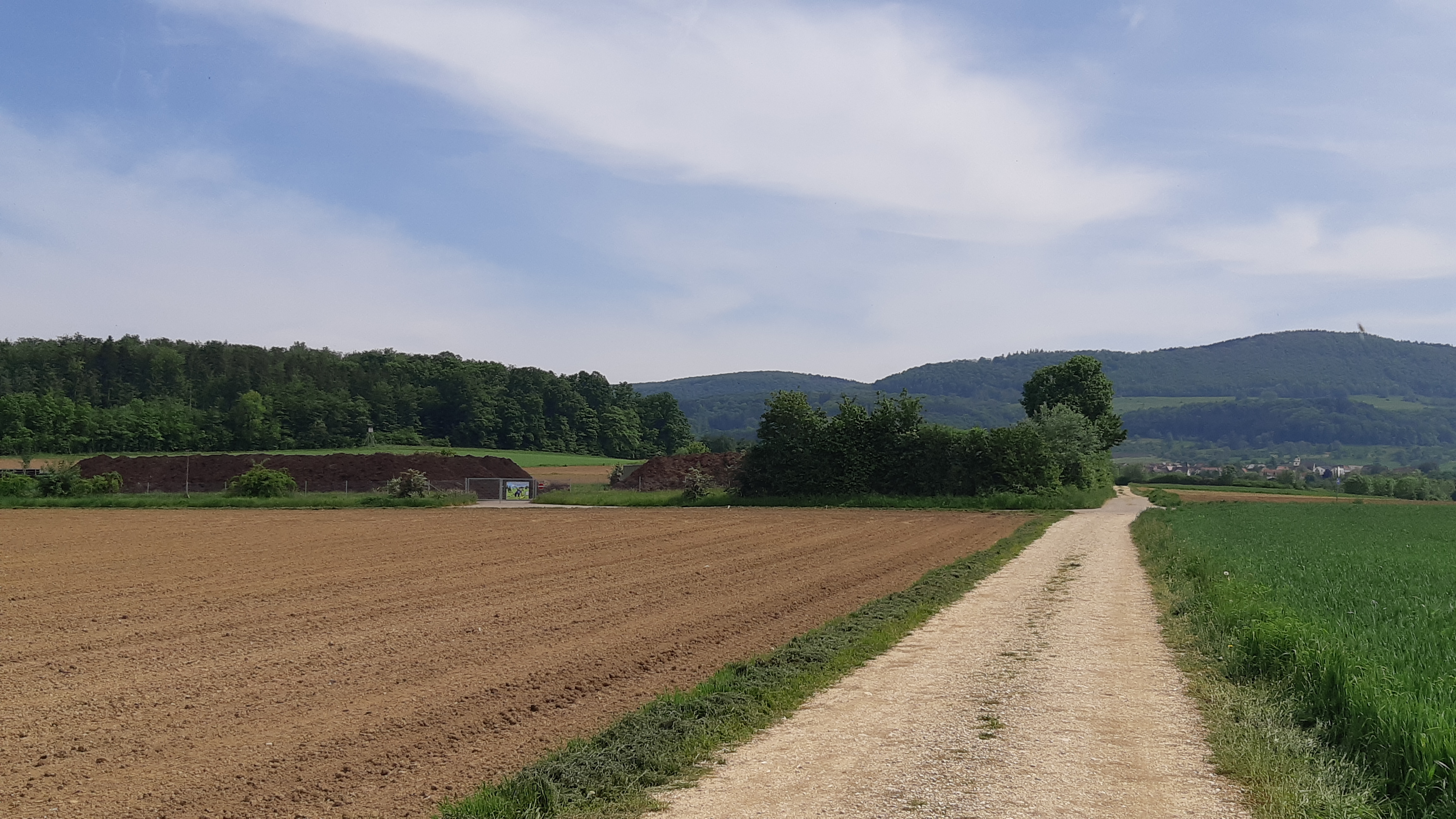
Grüngutplatz

An der Straße zwischen Ursenwang und Schlat befindet sich ein Grüngutplatz des Landkreis Göppingen. Dort werden Baum-, Hecken- und Strauchschnitt, Laub, Gras, sonstige Gartenabfälle, Wurzelstöcke und Fallobst angenommen.

#### Fernwärmenetz und Blockheizkraftwerk

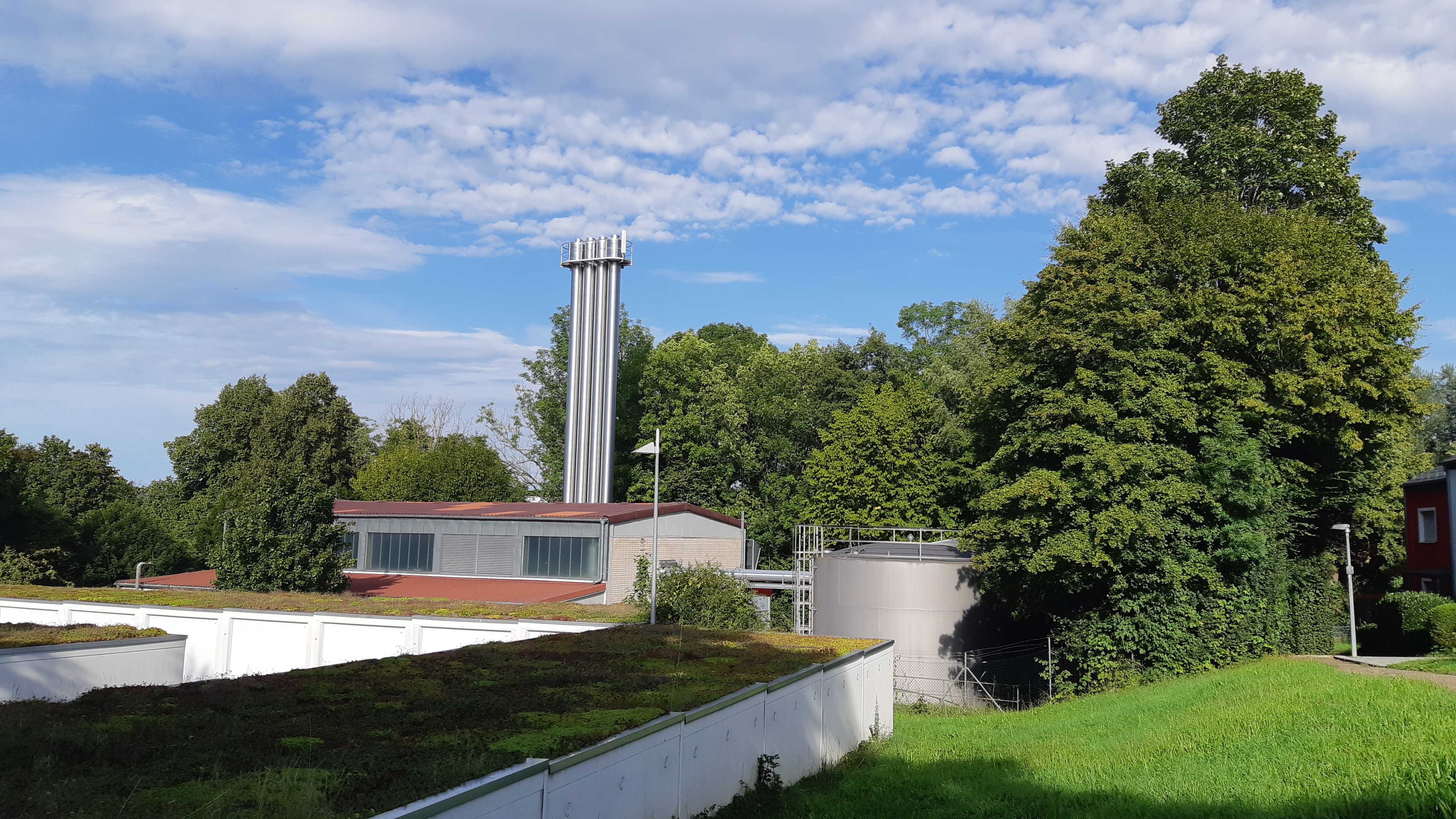
Blockheizkraftwerk Ursenwang

Im Jahr 1962 wurde ein Gemeinderatsbeschlusses für ein „rauchfreies Ursenwang“ getroffen.
Die Stadtwerke Göppingen betreiben hierfür in Ursenwang ein Fernwärmenetz und das zugehörige Heizkraftwerk. Im Heizkraftwerk wird die Wärme durch den Einsatz von einem BHKW und drei Spitzenlastkesseln bereitgestellt. Das im Frühjahr 2016 erneuerte BHKW hat eine thermische Leistung von 1310 kW und eine elektrische Leistung von rund 1200 kW. Bei dem neuen Aggregat handelt es sich um eine sogenannte hocheffiziente Kraft-Wärme-Kopplung.

### Unternehmen
Im Gewerbegebiet Ursenwang gibt es viele mittelständische Firmen mit etwa 500 Mitarbeitern.

## Persönlichkeiten

### Töchter und Söhne von Ursenwang
- Markus Gaugisch (* 1974), Handballtrainer und ehemaliger Handballspieler. Aufgewachsen in Ursenwang.

### Weitere Persönlichkeiten
- Michael „Mimi“ Kraus (* 28. September 1983 in Göppingen), spielte über 8 Jahre bei Frisch Auf Göppingen in der Handball-Bundesliga, wohnt in Ursenwang.